# Сандоваль Вальярта, Мануэль
Мануэль Сандоваль Вальярта (исп. Manuel Sandoval Vallarta; 11 февраля 1898, Мехико — 18 апреля 1976, Мехико) — мексиканский физик. Был профессором физики в Массачусетском технологическом институте и в Институте физики Национального автономного университета Мексики (UNAM). Автор работ по теории космического излучения.

## Биография
Сандоваль Вальярта родился в Мехико в семье, произоисходившей от Игнасио Валларты, известного либерального лидера во время Войны за реформы. Он получил степень бакалавра физики в Массачусетском технологическом институте в 1921 году; в 1924 году Массачусетский технологический институт присвоил ему докторскую степень. Он поступил на физический факультет Массачусетского технологического института в 1923 году и в итоге дослужился до профессора. В 1927 году Вальярта получил двухлетнюю стипендию Гуггенхайма для изучения физики в Германии. Его принимали университеты Берлина и Лейпцига, и он мог учиться у Альберта Эйнштейна, Макса Планка, Эрвина Шредингера и Вернера Гейзенберга.
Во время учебы в Массачусетском технологическом институте Вальярта был наставником Ричарда Фейнмана и Джулиуса Страттона. Фактически, он был соавтором первой научной публикации Фейнмана, письма в Physical Review о рассеянии космических лучей.
Вместе с Жоржем Леметром, бельгийским физиком и священнослужителем, Вальярта обнаружил, что интенсивность космических лучей меняется в зависимости от широты, потому что эти заряженные частицы взаимодействуют с магнитным полем Земли. Они также работали над теорией первичного космического излучения и применяли её в своих исследованиях магнитного поля Солнца и эффектов вращения галактики.
С 1943 по 1946 год он разделял свое время между двумя университетами, MIT и UNAM. К 1946 году он решил остаться в UNAM на постоянной основе.
В UNAM он работал с Луисом Альваресом и Артуром Комптоном над экспериментами, доказывающими, что космические лучи состоят из протонов.
Позже Вальярту стали назначать на административные должности. В 1946 году он стал членом правления UNAM, а с 1944 по 1947 год был директором Национального политехнического института. Он работал и возглавлял ряд комиссий при правительстве Мексики, в основном связанных с научной политикой, и представлял свою страну на многочисленных международных конференциях.